# デス・レース 2050
『デス・レース 2050』（原題：Death Race 2050）は、2017年制作のアメリカ合衆国のアクション映画。1975年公開の『デス・レース2000年』から約42年ぶりのリメイク作品。本作はオリジナルビデオとして制作され、『デス・レース2000年』と同じB級映画の帝王であるロジャー・コーマンが製作を手掛けた。
日本では2017年6月7日にNBCユニバーサル・エンターテイメントジャパンから日本語吹き替え版のBlu-ray Disc+DVD（規格品番：GNXF-2221）が発売されている。パッケージのキャッチコピーは「血肉がふっ飛ぶ!! 殺人、それだけが目的のレース!」。

## キャスト
※括弧内は日本語吹替
- フランケンシュタイン：マヌー・ベネット（楠大典）
- UCA会長：マルコム・マクダウェル（岩崎ひろし）
- アニー・サリバン：マーシー・ミラー（英語版）（大津愛理）
- ジェド・パーフェクタス：バート・グリンステッド（英語版）（桐本拓哉）
- ミネルヴァ：フォラケ・オロワフォイェク（英語版）（斉藤貴美子）
- タミー：アネッサ・ラムジー（英語版）
- アレクシス・ハミルトン：ヤンシー・バトラー

## スタッフ
- 監督：G・J・エクターンキャンプ
- 脚本：G・J・エクターンキャンプ、マット・ヤマシタ
- 製作：ロジャー・コーマン
- 製作総指揮：ジュリー・コーマン
- 音楽：ガンター・ブラウン、シンディ・ブラウン
- 撮影：フアン・デュラン
- 編集：G・J・エクターンキャンプ、スティーヴ・アンセル

## 日本語版制作スタッフ
- 字幕翻訳：森澤海郎
- 吹替翻訳：松田順子